# San Carlos-bástya
A San Carlos-bástya a mexikói San Francisco de Campeche városában található erődítmény egyik része. A tengerpart felé néző bástya elsősorban a Puerta de Mar („tengeri kapu”) védelmét szolgálta. Ma a városi múzeum működik benne, ahol képeken és maketteken mutatják be a város történetét.

## Leírás
A város 16. századi alapítása után katonai célú erődítmények építése kezdődött meg, de ezek az eredeti építmények azóta vagy megsemmisültek, vagy átalakították őket. A második ütemben, a 17. századtól végétől kezdve felépült egy nagyjából hatszög alakú városfal, amelyet négy kapu és nyolc bástya tagolt: ezek egyike az északnyugati sarokban álló, a tengerpart felé néző, ötszög alaprajzú, 1549 négyzetméteres San Carlos-bástya. Építése 1676-ban fejeződött be, ez év november 15-én avatta fel Sancho Fernández de Angulo y Sandoval kormányzó. Nevét II. Károly spanyol király után kapta.
Az utcáról (egyedüliként a bástyák közül) egy átalakított rámpán keresztül is feljuthatunk a bástyába. Alsó szintjén két terem található, amelyek valószínűleg börtönként szolgáltak, és amelyeknek állítólagos titkos alagútjaival kapcsolatban számtalan legenda látott napvilágot. A felső szinten levő teraszon két ágyút helyeztek el, a bástya pedig ivóvíztartállyal is rendelkezett.

## Képek

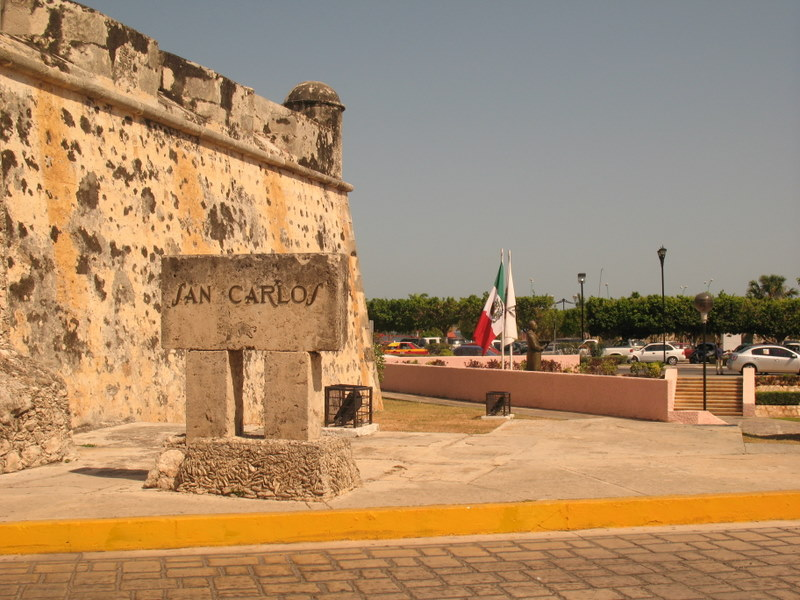
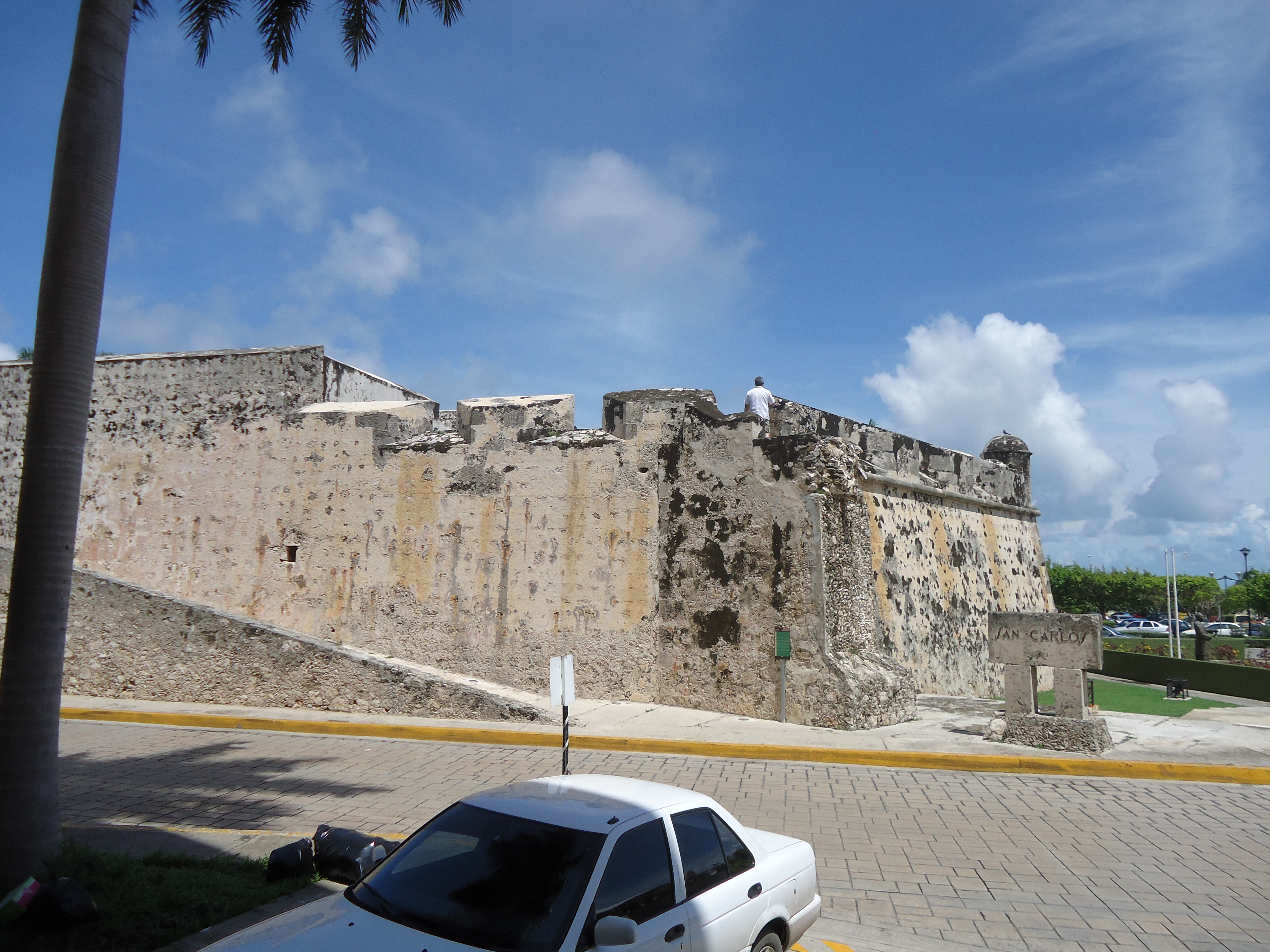